# Tastierista

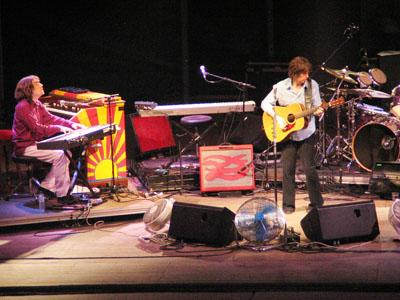
Un tastierista (a sinistra) sul palco durante un concerto

Il tastierista è il musicista che suona genericamente strumenti a tastiera come pianoforte, organo e sintetizzatori, ma di solito con il termine si indica un musicista che usa tastiere elettroniche, in grado di creare o ricreare diversi tipi di effetti.
La tecnica esecutiva è quella pianistica che si modifica di volta in volta in base al timbro e agli effetti, orientando per selezione modalità esecutive di derivazione pianistica.
È indubbio che ci sono sempre stati artisti in grado di cimentarsi con l'interfaccia e le differenze tecniche che caratterizzano diversi strumenti come l'organo ed il clavicembalo. Il termine, di carattere assai generico, contribuisce a delimitare il ruolo di un musicista in un gruppo musicale moderno, in opposizione a ruoli dal significato spesso più univoco, come quello del bassista, del batterista o del chitarrista.
Tra gli strumenti a tastiera che hanno contribuito all'uso moderno di questo termine, citiamo il piano elettrico (Fender Rhodes in primis), l'Onde Martenot, il mellotron, l'organo Hammond, i primi sintetizzatori Moog e, più recentemente, il Fairlight CMI.